# Palócz Endre
Palócz Endre (Budapest, 1911. március 23. – Budapest, 1988. január 11.) világbajnok, olimpiai bronzérmes magyar vívó, edző.

## Pályafutása
1929-től a Budapesti EAC (Budapesti Egyetemi Atlétikai Club), 1933-tól az UTE (Újpesti Torna Egylet), 1936-tól a Magyar AC (Magyar Atlétikai Club), 1945-től a Budapesti Vasas, majd 1954-től a Budapesti Vörös Meteor vívója volt. 1937-től 1956-ig mindhárom fegyvernemben szerepelt a magyar válogatottban. Nemzetközi versenyeken elért valamennyi jelentős eredményét és összesen tizenegy magyar bajnoki címét is csapattagként érte el. Részt vett az 1948. évi és az 1952. évi olimpia tőr egyéni és csapatversenyein, csapatban ötödik, illetve harmadik helyezést ért el. Kétszer volt a világbajnok kardcsapat és kétszer a világbajnoki harmadik helyezett tőrcsapat tagja. Az 1956. évi olimpián már nem vett részt. Az aktív sportolást 1957-ben fejezte be.
Edzőként részt vállalt a kubai kardvívás felvirágoztatásában. Idős korában sem távolodott el szeretett sportágától, a Budapesti Vörös Meteor, majd az MTK-VM kardedzője lett, főként fiatalokkal, gyermekekkel foglalkozott. Tanítványai rajongásig szerették, mert nemcsak a sportág alapjait, hanem sportszerűséget és emberséget is tanulhattak tőle. Többek között Szabados Gábor IBV ezüstérmes, ifjúsági és junior bajnok kardvívó nevelőedzője volt.
Budapesten jogtudományi oklevelet szerzett és nyugalomba vonulásáig a Magyar Nemzeti Bank tisztviselője volt.

### Sporteredményei

#### Tőrvívásban
- olimpiai 3. helyezett:
  - 1952, Helsinki: csapat (Berczelly Tibor, Gerevich Aladár, Maszlay Lajos, Sákovics József, Tilli Endre)
- olimpiai 5. helyezett:
  - 1948, London: csapat (Bay Béla, Dunay Pál, Gerevich Aladár, Hátszegi József, Maszlay Lajos)
- kétszeres világbajnoki 3. helyezett:
  - 1953, Brüsszel: csapat (Gerevich Aladár, Gyuricza József, Maszlay Lajos, Sákovics József, Tilli Endre)
  - 1954, Luxembourg: csapat (Gerevich Aladár, Gyuricza József, Marosi József, Szőcs Bertalan, Tilli Endre)
- főiskolai világbajnok:
  - 1935, Budapest: csapat (Berczelly Tibor, Dunay Pál, Gerevich Aladár, Meszlényi Egon, Ujfalussy Ákos)
- főiskolai világbajnoki 3. helyezett:
  - 1933, Torino: csapat (Bay Béla, Dunay Pál, Kovács Pál, Meszlényi Egon, Rasztovich Imre)
- hatszoros magyar bajnok
  - csapat: 1943, 1948, 1951–1954

#### Kardvívásban
- kétszeres világbajnok:
  - 1951, Stockholm: csapat (Berczelly Tibor, Gerevich Aladár, Kovács Pál, Pesthy Károly, Rajcsányi László)
  - 1955, Róma: csapat (Gerevich Aladár, Hámori Jenő, Kárpáti Rudolf, Keresztes Attila, Kovács Pál)
- főiskolai világbajnok:
  - 1935, Budapest: csapat (Berczelly Tibor, Dunay Pál, Gerevich Aladár, Rajczy Imre, Ujfalussy Ákos)
- főiskolai világbajnoki 2. helyezett: 
  - 1933, Torino: csapat (Bay Béla, Berczelly Tibor, Kovács Pál, Rasztovich Imre)
- négyszeres magyar bajnok:
  - csapat: 1942, 1953, 1954, 1957

#### Párbajtőrvívásban
- kétszeres főiskolai világbajnoki 3. helyezett:
  - 1933, Torino: csapat (Bay Béla, Dunay Pál, Feledy Károly, Meszlényi Egon)
  - 1935, Budapest: csapat (Bartha Rezső, Dunay Pál, Fülöp Sándor, Hennyey Jenő, Temesváry Ferenc)
- magyar bajnok:
  - csapat: 1949

## Díjai, elismerései
- A Magyar Népköztársaság Érdemes Sportolója (1955)[1]